# ノマド (錦戸亮の曲)
『ノマド』は、錦戸亮の楽曲。2019年12月11日に1枚目のフル・アルバム『NOMAD』のリード曲として発売された。アルバムの発売に先駆け、同年10月30日に先行配信された。

## 概要
- 作詞・作曲・編曲・プロデュースは自身が担当[7]。
- 本曲は、“始まりの一歩”を歌った楽曲となっている[6]。
- 自身が主宰する自主レーベル『NOMAD RECORDS』及び本曲が収録されている後述のアルバム『NOMAD』のタイトルトラックとなっている。
- 2019年10月30日、後述のアルバム『NOMAD』の発売に先駆け、本曲が先行配信された[6][7]。
  - 自身が楽曲配信を行うのは関ジャニ∞等のグループ時代を含め本曲が初である[注 1]。
- 同年11月16日、本曲の「Studio Ver.」のミュージック・ビデオが公開された[10]。
- 同年12月11日、自身の1stアルバム『NOMAD』のリード曲として発売された[8]。
  - 同作には本曲のピアノアレンジである「-Piano ver-」も収録[11]。

## チャート成績
- オリコンチャート
  - 2019年10月30日付の「オリコンデイリー デジタルシングル（単曲）ランキング」で本曲が初登場4位を獲得した[1]。
  - 2019年11月11日付の「オリコン週間 デジタルシングル（単曲）ランキング」で週間22位を獲得した[2]。
- Billboard JAPAN
  - 2019年11月6日公開の「Billboard Japan Download Songs」で本曲が週間10位を獲得した[3]。
  - 2019年11月6日公開の「Billboard Japan Hot 100」で本曲が週間33位を獲得した[4]。
  - 2019年11月6日公開の「Billboard Japan Streaming Songs」で本曲が週間98位を獲得した[5]。
- 歌ネット
  - 2019年11月21日付の「歌ネット注目度ランキング」で本曲が週間2位を獲得した[12]。
  - 2019年12月5日付の「歌ネット注目度ランキング」で本曲が週間1位を獲得した[13]。
    - 3週連続のTOP3のランクインである[注 2]。
    - 同チャートで自身の楽曲が1位を獲得するのは初である。

## クレジット
- 作詞・作曲・編曲・プロデュース：錦戸亮

## 収録作品

### アルバム
- 1stアルバム『NOMAD』

※M-11には本曲の「-Piano ver-」も収録。

### 映像作品

#### ライブ映像
- 1stライブBlu-ray/DVD『錦戸亮 LIVE TOUR 2019 "NOMAD"』

※WIZY限定盤の特典Blu-ray/DVDにも収録。
※通常盤の特典CDにはライブ音源を収録。
- 特典ライブBlu-ray/DVD『錦戸亮 FAN MEETING 2020 at OSAKA』
- 2ndアルバム『Note』（WIZY限定盤・初回限定盤 特典Blu-ray/DVD）
- 3rdライブBlu-ray/DVD『錦戸亮 LIVE TOUR 2021 "Note"』

※初回限定盤の特典映像にも収録。
※初回限定盤・通常盤の特典CDにはライブ音源を収録。
- 4thライブBlu-ray/DVD『錦戸亮 LIVE 2021 "SHABBY"』

※特別仕様盤の特典Blu-ray/DVDにも収録。
※通常盤の特典CDにはライブ音源を収録。
- 3rdアルバム『Nocturnal』（特別仕様LIVE盤 特典Blu-ray/DVD）

※通常盤の特典CDにはライブ音源を収録。
- 5thライブBlu-ray/DVD『錦戸亮 LIVE TOUR 2022 "Nocturnal"』

※通常盤の特典CDにはライブ音源を収録。
- 6thライブBlu-ray/DVD『錦戸亮 LIVE TOUR 2024 "NOMADOFNOWHERE"』

※通常盤の特典CDにはライブ音源を収録。

#### ミュージック・ビデオ
- 1stアルバム『NOMAD』（初回限定盤A 特典DVD）